# Flora Sandes
Flora Sandes   (Nether Poppleton, 22 de gener de 1876 - East Suffolk and Ipswich Hospital, 24 de novembre de 1956) va ser l'única dona britànica que va servir oficialment com a soldada en la Primera Guerra Mundial, en concret com a oficial de l'Exèrcit Reial Serbi. Tot començà quan va decidir viatjar a Sèrbia com a infermera voluntària de la St. John Ambulance, ja que, en la confusió de la guerra, va haver d'inscriure's en l'exèrcit serbi, un dels pocs que permetia l'ingrés de dones. Al cap de poc va ascendir a sergenta major, i, després de la guerra, a capitana. Va ser condecorada amb set medalles.

## Biografia

### Primers anys
Flora Sandes va nàixer el 22 de gener de 1876 a Nether Poppleton, Yorkshire, la filla més jove d'una nombrosa família irlandesa, de vuit germans. Son pare fou el reverend Samuel Dickson Sandes (1822–1914), antic rector de Whitchurch, County Cork, i sa mare, Sophia Julia (de soltera, Besnard). Quan tenia nou anys, la família es va mudar a Marlesford, Suffolk; i més tard a Thornton Heath, prop de Croydon, Surrey. Va ser educada a casa per institutrius, i ja de ben petita gaudia amb l'esgrima, muntant a cavall i disparant, i deia que li hagués agradat haver nascut home per poder practicar sense impediments activitats llavors considerades poc femenines.
Des de l'adolescència va treballar com a secretària i en el seu temps lliure entrenava amb la First Aid Nursing Yeomanry (FANY), fundada el 1907, una organització paramilitar integrada exclusivament per dones, que ensenyava primers auxilis, equitació, senyalització i simulacres d'accidents. Amb una altra companya, Mabel St Clair Stobart, el 1910 va deixar la FANY per unir-se a la formació del Women's Sick & Wounded Comboi, un comboi sanitari que el 1912 entrà en servei a Sèrbia i a Bulgària, durant la Primera Guerra Balcànica. El 1914, en esclatar la Primera Guerra Mundial, Sandes es presentà com a infermera voluntària, però la rebutjaren perquè no tenia qualificacions.

### Carrera militar
No obstant això, Sandes es va unir a la St. John Ambulance, una unitat d'ambulàncies formada i dirigida per la infermera estatunidenca Mabel Grouitch, i el 12 d'agost de 1914 va abandonar Anglaterra camí de Sèrbia, amb un grup de 36 dones. En arribar a Kragujevac, la base de les forces sèrbies que lluitaven contra l'ofensiva austro-hongaresa, Sandes es va unir a la Creu Roja sèrbia i va treballar per al Segon Regiment d'Infanteria de l'Exèrcit serbi. Durant la retirada a la mar a través d'Albània, Sandes es va quedar aïllada i, en no poder contactar amb la seua unitat, es va inscriure com a soldada en un regiment serbi, on aviat ascendí a caporal. En 1916, durant l'avançada sèrbia a Bítola (Monastir), Sandes va acabar greument ferida per una granada de mà en un combat cos a cos, cosa que li va reportar la condecoració més alta de l'Exèrcit serbi, l'Ordre de l'Estrella de Karađorđe, i la promoció per a sergenta major. Aquell mateix any, Sandes va publicar la seua autobiografia, An English Woman-Sergeant in the Serbian Army, per a ajudar a recaptar fons per a l'Exèrcit serbi. Així mateix, va fundar, amb Evelina Haverfield, el Hon. Evelina Haverfield and Sergt-Major Flora Sandes Fund per a donar suport als presoners i soldats serbis ferits. Incapacitada per a lluitar a causa de les seues lesions, es va passar la resta de la guerra en un hospital. En acabar la guerra va ser comissionada com a oficial (la primera dona a aconseguir-ho) i desmobilitzada a l'octubre de 1922.

### Vida posterior
Al maig de 1927, Sandes es va casar amb el rus Yuri Yudenitch, un amic i antic general de l'Exèrcit  Blanc, i va publicar una segona autobiografia. La parella va viure uns anys a França, però en acabant tornaren a Sèrbia (que llavors formava part del Regne de Iugoslàvia), i s'instal·laren a Belgrad. Com que sabia conduir, entre altres oficis, Sandes va promoure el primer servei de taxi de Belgrad. També va donar nombroses conferències sobre la seua experiència en la guerra al Regne Unit, Austràlia, Nova Zelanda, França, el Canadà i els Estats Units.

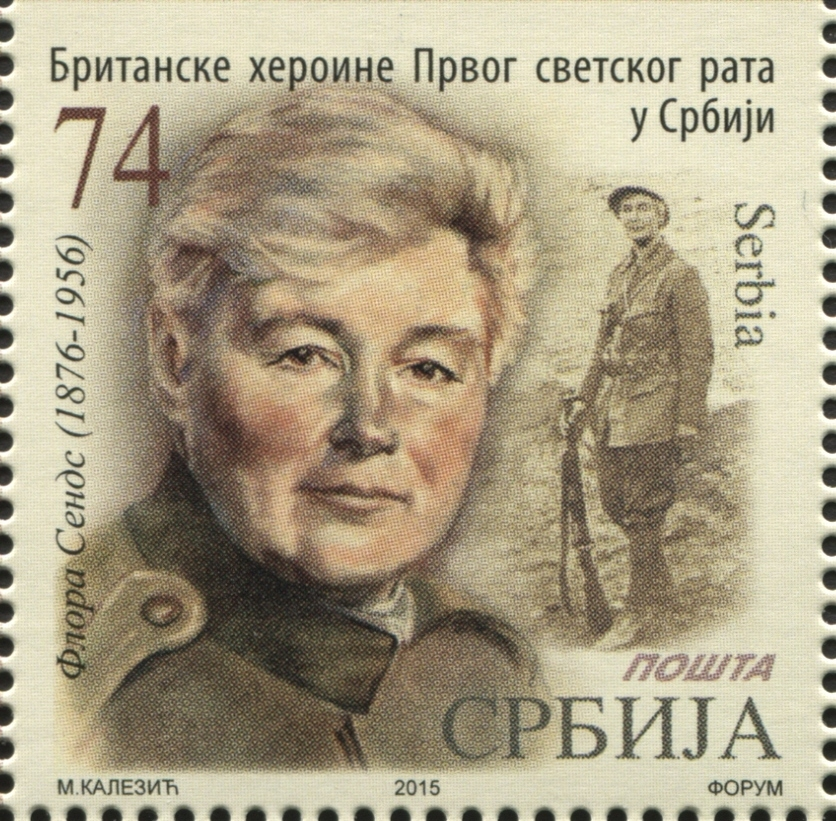
Sandes en un segell serbi de 2015.

Quan Alemanya va atacar Iugoslàvia a l'abril de 1941, Sandes i Yudenitch van ser cridats al servei militar; tanmateix la invasió va acabar abans de poder fer efectius els seus deures militars. Al cap d'uns quants mess. Yudenitch va caure malalt i va morir en un hospital al setembre de 1941.
Sandes va tornar a Anglaterra i va passar els últims anys de vida a Suffolk. Va morir a Bury St Edmunds, al West Suffolk Hospital, el 24 de novembre de 1956.

## Llegat
El 2009 un carrer de Belgrad duu el seu nom.

## En la cultura popular
- Our Englishwoman, és una pel·lícula de TV basada en la vida de Flora Sandes, dirigida per Slobodan Radovitch i produïda el 1997 pel servei serbi de radiodifusió RTS.
- Hi ha un pub anomenat "The Flora Sandes" en honor seu a Thornton Heath.
- L'última pista de l'àlbum England Green and England Ramat, de Reg Meuross, és "The Ballad of Flora Sandes", una reinterpretació de la seua vida.